# Olof Gigon
Olof Alfred Gigon (Aussprache (IPA): [ˈoːloːf ʒiˈgɔ̃]; * 28. Januar 1912 in Basel; † 18. Juni 1998 in Athen) war ein Schweizer klassischer Philologe. Er ist besonders als Philosophiehistoriker und Übersetzer antiker philosophischer Texte bekannt.

## Leben
Olof Gigon, Sohn des Mediziners Alfred Gigon (1883–1975), wuchs in Basel auf, wo er das humanistische Gymnasium besuchte und anschliessend ein Studium der Klassischen (bei Peter von der Mühll, Kurt Latte, Jacob Wackernagel) und orientalischen Philologie (bei Rudolf Tschudi) begann. 1932/1933 verbrachte er ein Semester in München (bei Eduard Schwartz, Albert Rehm, Rudolf Pfeiffer, Franz Dölger). Während seines Studiums lernte er Arabisch, Persisch und Türkisch und trat in dieser Zeit auch dem Schweizerischen Zofingerverein bei. 1934 wurde Gigon bei Peter von der Mühll mit der Dissertation Untersuchungen zu Heraklit promoviert. Die nächsten zwei Jahre verbrachte er zu Studienzwecken in Paris. 1937 habilitierte er sich mit einer Untersuchung zu Theophrasts Schrift Über die Winde samt textkritischer Ausgabe (ungedruckt).
Bereits 1939, im Alter von 27 Jahren, wurde Gigon als ordentlicher Professor der klassischen Altertumswissenschaften an die Universität Fribourg berufen. Er war einer der Mitbegründer der Zeitschrift Museum Helveticum (1944). Nach dem Zweiten Weltkrieg war er von 1946 bis 1948 zur Unterstützung des Lehrbetriebs Gastprofessor in München. 1948 wurde Gigon als Professor der Latinistik an die Universität Bern berufen, wo er bis zu seiner Emeritierung 1982 und darüber hinaus wirkte. Im akademischen Jahr 1966/1967 war er Rektor der Universität. Er erhielt 1966 die Ehrendoktorwürde der Universität Göteborg und 1974 die der Universität Athen. In Athen verbrachte er auch seine letzten Lebensjahre. Philologen wie Hellmut Flashar und Wolfgang Kullmann würdigten seine Verdienste in Nachrufen.
Er war korrespondierendes Mitglied der Bayerischen Akademie der Wissenschaften (1948), der Königlichen Wissenschafts- und Literaturgesellschaft in Göteborg (1966), der Königlichen Gesellschaft der Wissenschaften in Uppsala (1971) und der Akademie von Athen (1975).

## Leistungen
Gigon war einer der bedeutendsten Philosophiehistoriker des 20. Jahrhunderts und beschäftigte sich mit der ganzen Bandbreite der antiken Philosophie. Seine Bücher wurden in viele Sprachen übersetzt, darunter Der Ursprung der griechischen Philosophie (1945), Grundprobleme der antiken Philosophie (1959) und Die antike Kultur und das Christentum (1967).
Ein Beispiel für seine Arbeit ist die Entmythisierung der Gestalt des Sokrates. Gigon stellte heraus, dass der Sokrates, wie er bei seinem Schüler Platon dargestellt wird, ein Medium der eigenen Weltanschauung Platons darstellt. Gigon war darüber hinaus der Meinung, dass sämtliche Problemstellungen der modernen Philosophie bereits in der antiken Philosophie erkennbar sein müssten, wenn auch teilweise nur in Ansätzen. Die Arbeit blieb das umstrittenste Werk von Gigon. Er suchte seine Thesen teilweise in seinem Kommentar zu Xenophons Erinnerungen an Sokrates zu begründen, von denen aber nur die ersten beiden Teile erschienen.

## Schriften (Auswahl)
- Untersuchungen zu Heraklit. Dieterich, Leipzig 1935 (zugleich Dissertation, Universität Basel).
- Der Ursprung der griechischen Philosophie von Hesiod bis Parmenides. Schwabe, Basel 1945 (2. Auflage, ebenda 1968).
- Sokrates: sein Bild in Dichtung und Geschichte. Francke, Bern 1947 (3. Auflage, Tübingen/Basel 1994).
- Kommentar zum ersten Buch von Xenophons Memorabilien (= Schweizerische Beiträge zur Altertumswissenschaft. Heft 5). F. Reinhardt, Basel 1953.
- Kommentar zum zweiten Buch von Xenophons Memorabilien (= Schweizerische Beiträge zur Altertumswissenschaft. Heft 7). F. Reinhardt, Basel 1956.
- Grundprobleme der antiken Philosophie. Francke, Bern 1959 (auch ins Französische und Spanische übersetzt).
- Das hellenische Erbe. In: Propyläen Weltgeschichte. 1962.
- Die antike Kultur und das Christentum. Wissenschaftliche Buchgesellschaft, Darmstadt 1967.
- mit Alfons Wotschitzky: Die Kultur des klassischen Altertums. Athenaion, Frankfurt 1969 (Lizenzausgabe von Gigons Beitrag: Die Kultur der Griechen. VMA-Verlag, Wiesbaden 1979).
- Studien zur antiken Philosophie. Herausgegeben von Andreas Graeser. De Gruyter, Berlin/New York 1972, ISBN 3-11-003928-1.
- Gegenwärtigkeit und Utopie: eine Interpretation von Platons «Staat». Band 1: Buch 1–4. Artemis, Zürich/München 1976, ISBN 3-7608-3653-4 (mehr nie erschienen).
- Philosophie und Wissenschaft bei den Griechen. In: Klaus von See (Hrsg.): Neues Handbuch der Literaturwissenschaft. Band 2, Athenaion, 1981.
- Literarische Gattungen und Dichtungstheorien. In: Propyläen Geschichte der Literatur. Band 1, Propyläen, 1981.
- mit Laila Straume-Zimmermann: Begriffs- und Namenslexikon zu Platon. 2. Auflage, Artemis Verlag, 1987.

In der Sammlung Tusculum erschienen von ihm Übersetzungen der Nikomachischen Ethik von Aristoteles, von Cicero (unter anderem Vom Wesen der Götter, Gespräche in Tusculum), und in der Bibliothek der Alten Welt eine Auswahlausgabe von Aristoteles, Epikur, Boethius (Trost der Philosophie) und eine Platon Ausgabe (1974).
Er war Mitherausgeber des Lexikon der Alten Welt und verfasste dafür viele Artikel. Außerdem war er Mitherausgeber der Schweizerischen Beiträge für Altertumswissenschaft.